# Juan Pablo Scheffer
Juan Pablo Schefer (General Daniel Cerri, Bahía Blanca, Buenos Aires)
Después de su debut en Sansinena y pasar respectivamente por Liniers (Bahía Blanca), Deportivo Madryn, Olimpo (Bahía Blanca), San Telmo y Guillermo Brown en julio del 2014 volvió a Sansinena para disputar el torneo clausura de la Liga del Sur.
En 2015 consigue el ascenso al Torneo Federal B con Sansinena.
En 2016 asciende con Sansinena al Torneo Federal A.

## Clubes
| Club                   | País      | Año         |
| ---------------------- | --------- | ----------- |
| Sansinena              | Argentina | 2002-2005   |
| Liniers (Bahía Blanca) | Argentina | 2006        |
| Sansinena              | Argentina | 2007        |
| Deportivo Madryn       | Argentina | 2007-2008   |
| Olimpo (Bahía Blanca)  | Argentina | 2008-2012   |
| San Telmo              | Argentina | 2013        |
| Guillermo Brown        | Argentina | 2013        |
| Sansinena              | Argentina | 2014 - 2016 |
| Club Villa Mitre       | Argentina | 2017        |
| Sansinena              | Argentina | 2017 -      |

## Palmarés
| Título           | Club      | País      | Año  |
| ---------------- | --------- | --------- | ---- |
| Torneo Federal C | Sansinena | Argentina | 2015 |
| Torneo Federal B | Sansinena | Argentina | 2016 |

Torneo Nacional B 2009/2010 con Olimpo